# Олигоовулација
Олигоовулација је један од многобројних поремећаја менструалног циклуса код кога се овулација јавља ретко или нередовно и обично се класификује тако као да жена има 8 или мање менструаалних циклуса годишње. Овај поремећај жени може отежати праћење плодних дана ако покуша да затрудни, или у заштити од трудноће.

## Етиопатогенеза
Нормално, жена овулира или ослобађа зрело јаје једном месечно, на половини свог циклуса, а код олигоовулација жена овулира мање од 8 пута годишње. 
До овог поремеђаја долази због хормонске неравнотеже, па јајне ћелије не сазревају нити се ослобађају како би требало и могу изазвати неплодност. 
Олигоовулација се уочава код жена са неправилним меснтруалним циклусима или веома дугим циклусима (више од 50 дана).  
Код тинејџерки које су тек недавно добиле прву менструацију или  код старија жена  која се приближавају менопаузи, неправилни циклуси су веома чести јер у њихови хормони варирају. Ако жена изгуби значајну количину тежине или је под великим стресом, и то може утицати и на њену менструацију.
Медицински говорећи, хипоталамска аменореја, трудноћа и друга хормонска стања могу изазвати нередовне или одсутне менструације. Чак је могуће да се жена роди са структурном абнормалношћу која је може спречити да добије менструацију, као што је недостатак материце или грлића материце.
Најновији критеријуми које су постављени  2006. године од стране Организације за стања повезана са повећаним стварањем андрогена и синдромом полицистичног јајника  (енг. Androgen Excess and PCOS Society – AES-PCOS) предлажу да најважнији критеријум за дијагностику ових стања треба да буде доказ о вишку андрогена, праћен олигоовулацијом и/или ановулацијом и ултразвучним налазима полицистичних јајника, након искључивање стања која се слично испољавају.

## Клиничка слика
Узимајући у обзир све проблеме које олигоовулација са собом носи, пацијентице у одређеном опсегу могу да испоље симптоме из депресивног спектра, који, разумљиво, смањују њихов квалитет живота. Повећана склоност ка метаболичким поремећајима, који могу изазвати:
- шећерну болест типа 2,
- поремећај телесне тежине,
- хипертензију,
- промене на кожи, које су праћене осећајем стида,
- стигматизацију, пољуљаног самопоуздања и повлачења у себе.

## Терапија
Постоји много различитих начина за лечење нередовних менструација или олигоовулације. 
Један од лекова који се препоручује је хориогонадотропин алфа (Ovitrelle)  произведен у лабораторији специјалном техником рекомбинантна ДНК. Хорионски гонадотропин алфа је сличан хормону који се природно налази у људском телу као хорионски гонадотропин, који је укључен у нормалну контролу репродукције и плодности. Заједно са другим лековима овај лек помаже ослобађању јајне ћелије из јајника (индукција овулације) код жена које  не могу производе јајне ћелије (ановулација) или која производе премало јајних ћелија  (олигоовулација).
Неки лекари препоручују оралне контрацептиве за балансирање хормона и успостављање редовног менструалног циклуса.
Саставни део терапија је и редовна провера здравља и бављење неким од облика физичке активности која може у великој мери помоћи јачању духа и тела.